# Fofeldea, Sibiu
Fofeldea este un sat în comuna Nocrich din județul Sibiu, Transilvania, România. Se află , în zona etno-folclorică și istorică ”Valea Hârtibaciului”, la o distanța de 32 km de municipiul Sibiu și 29 km de orașul Agnita. Prima atestare a localității datează din 1382; de-a lungul timpului a avut diferite denumiri: Hohfeldia, (în dialectul săsesc Hiufält, Hîfield, în germană Hochfeld, în trad. "Câmpul Înalt", "Câmpul de Sus", în maghiară Hóföld, Fófeld);.
Satul Fofeldea este situat la 4 km de ”Valea Hârtibaciului”, respectiv de-a lungul unui afluent al acestuia - Valea Fofelzii. Nucleul central se află in imediata apropiere a Bisericii Sfântul Vasile, fiind încojurat de înălțimi. Satul a avut inițial gospodăriile împrăștiate pe versanții dealurilor; urmele, majoritatea ruine se pot vedea și astăzi.

## Monumente istorice
Biserica „Sfântul Vasile” a fost ridicată în anul 1804 și a înlocuit vechea biserică de lemn care a fost trecută în posesia credincioșilor uniți (greco-catolici).
Biserica în formă de navă, cu naos și pronaos, altarul în formă de absidă fiind decroșat, cu dimensiuni de 30x10m. Naosul și pronaosul cu bolți-calote pe piloni de zidărie cu pandativi, separate cu arce dublou.
Zidurile sunt din piatră și cărămidă cu liant de pământ. Acoperișul are șarpantă din lemn și învelitoare din țiglă solzi. La vest de situează turnul clopotniță.
În interior biserica este pictată în întregime de pictorii din familia Grecu din Săsăuș. Ansambul mural cuprinde imagini biblice, care adesea sunt tratate ca scene din viața cotidiană a epocii în care au trăit și activat autorii. Asfel apar costume de epocă, ori imagini ce ne amintesc ambianța transilvăneană de la sfârșitul secolului al XVIII-lea.
Între anii 1905 și 1928 biserica a suferit intervenții în urma cărora s-au introdus tiranți metalici și au fost reparate tencuielile, iar între 1975-78 a fost restaurată pictura interioară de către o echipă a Institutului de Artă Nicolae Grigorescu.
Comunitatea greco-catolică și-a construit în anul 1854 o biserică de dimensiuni mai mici, în formă de navă, cu turn clopotniță și altar în formă de absidă, cu tavan plat din scândură. Această biserică a fost lăsată în paragină după desființarea Bisericii Române Unite în anul 1948. În anul 2009 credincioșii ortodocși au ridicat o cruce în cimitirul greco-catolic, pe locul fostei biserici.

## Personalități
- August Treboniu Laurian (1810–1881), istoric, om politic, publicist, filolog, membru fondator al Academiei Române.
- Ion Stoica (n. 1897, Fofeldea – d. 12 septembrie 1926, Rýmařov). Mecanic de avion,[2] moare în accidentul aviatic de la Rýmařov, în urma tentativei de record de viteză pe ruta Paris – București împreună cu Gheorghe Bănciulescu.[3]

## Imagini

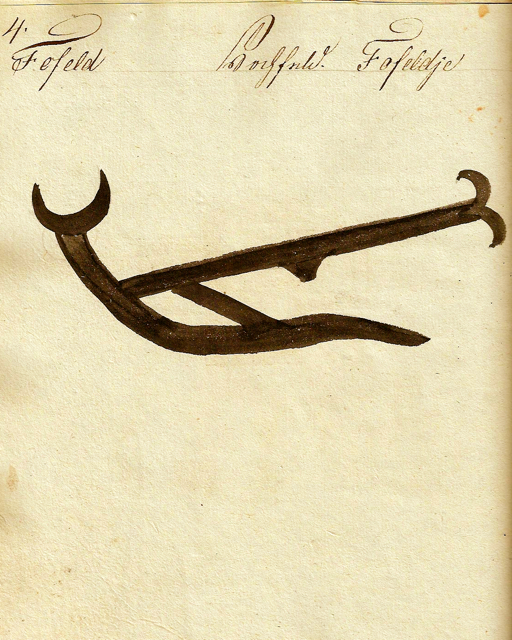
1826 - Danga pentru vitele din Fofeldea
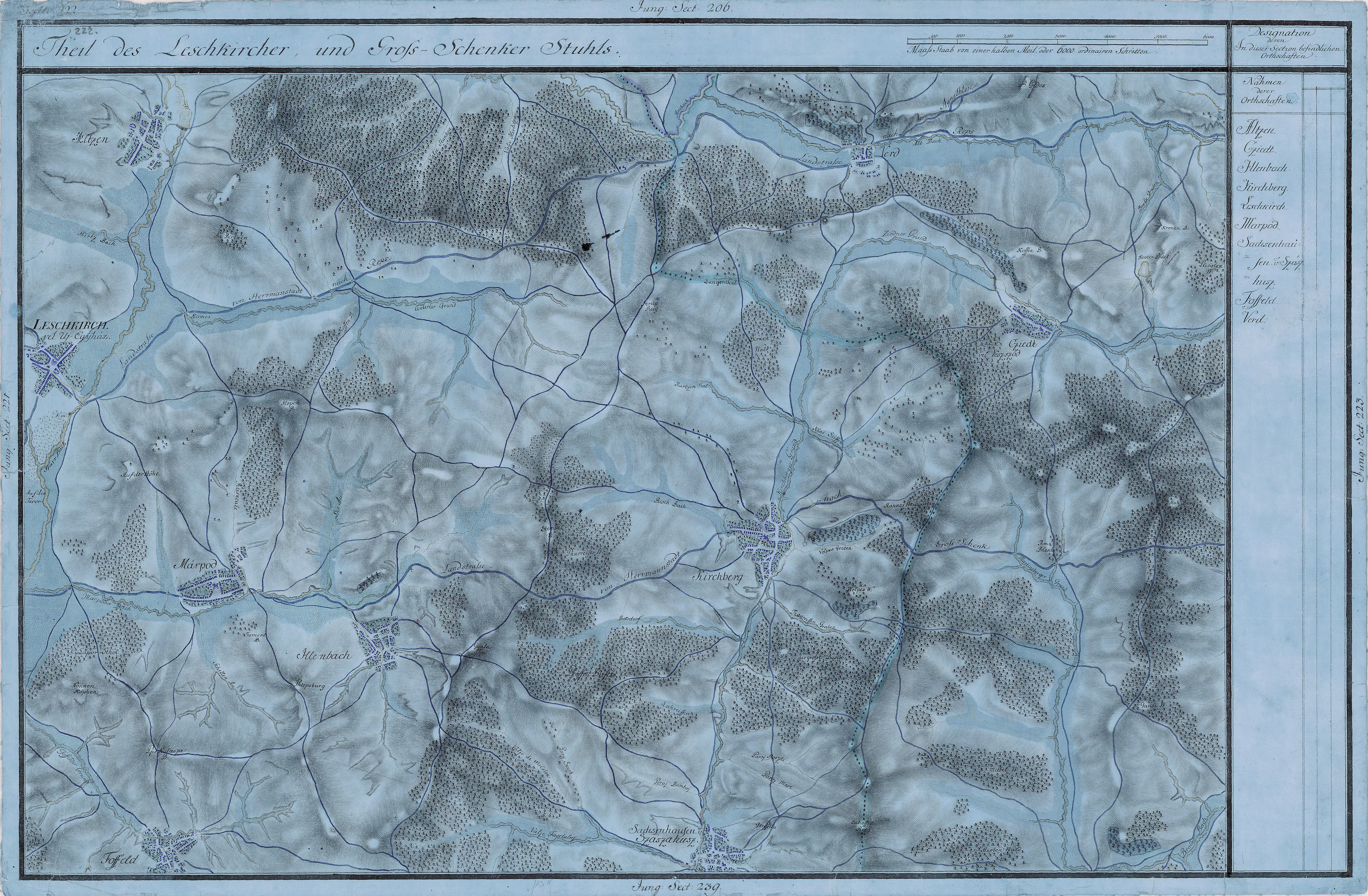
Fofeldea în Harta Iosefină a Transilvaniei, 1769-1773
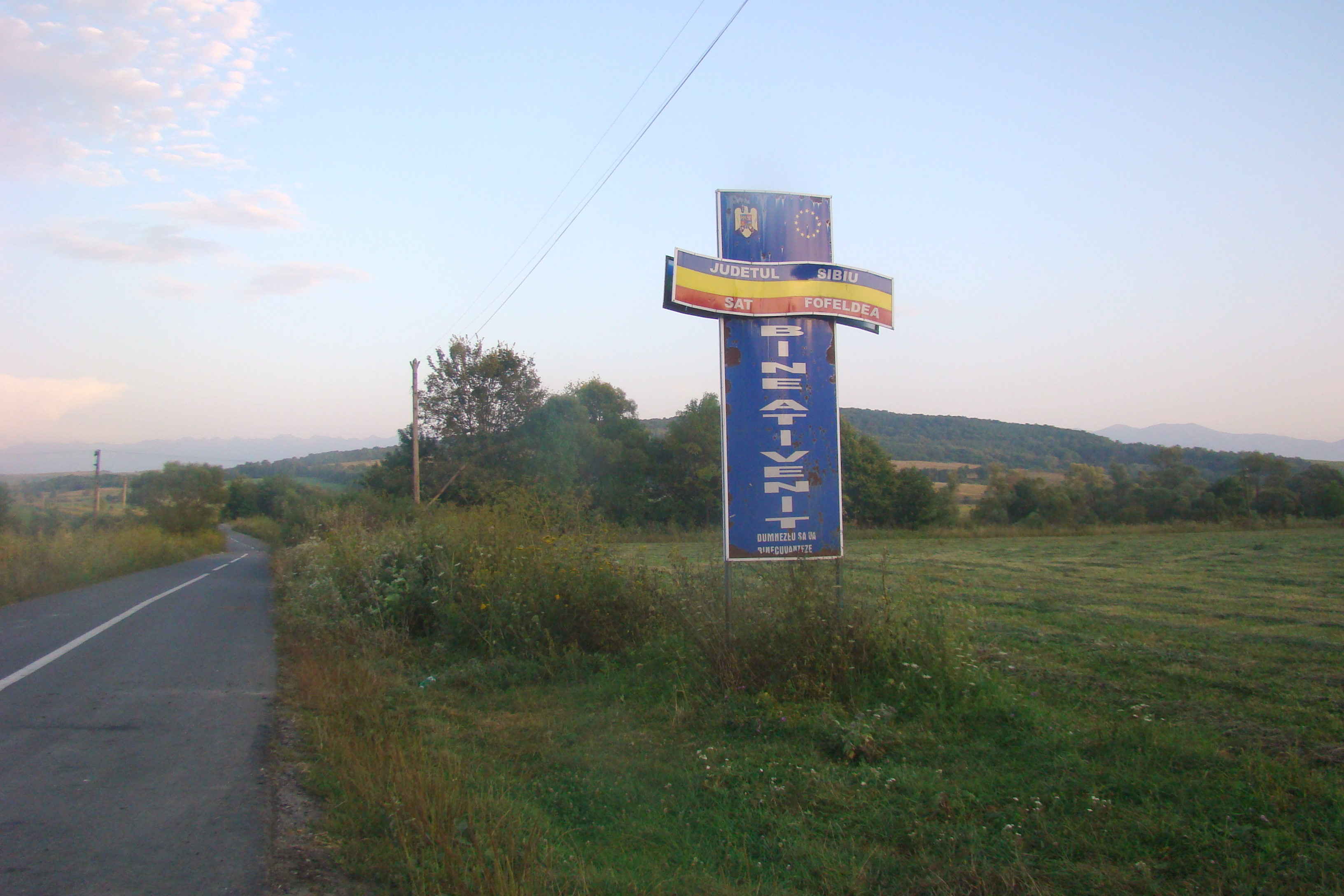
Intrarea în localitate
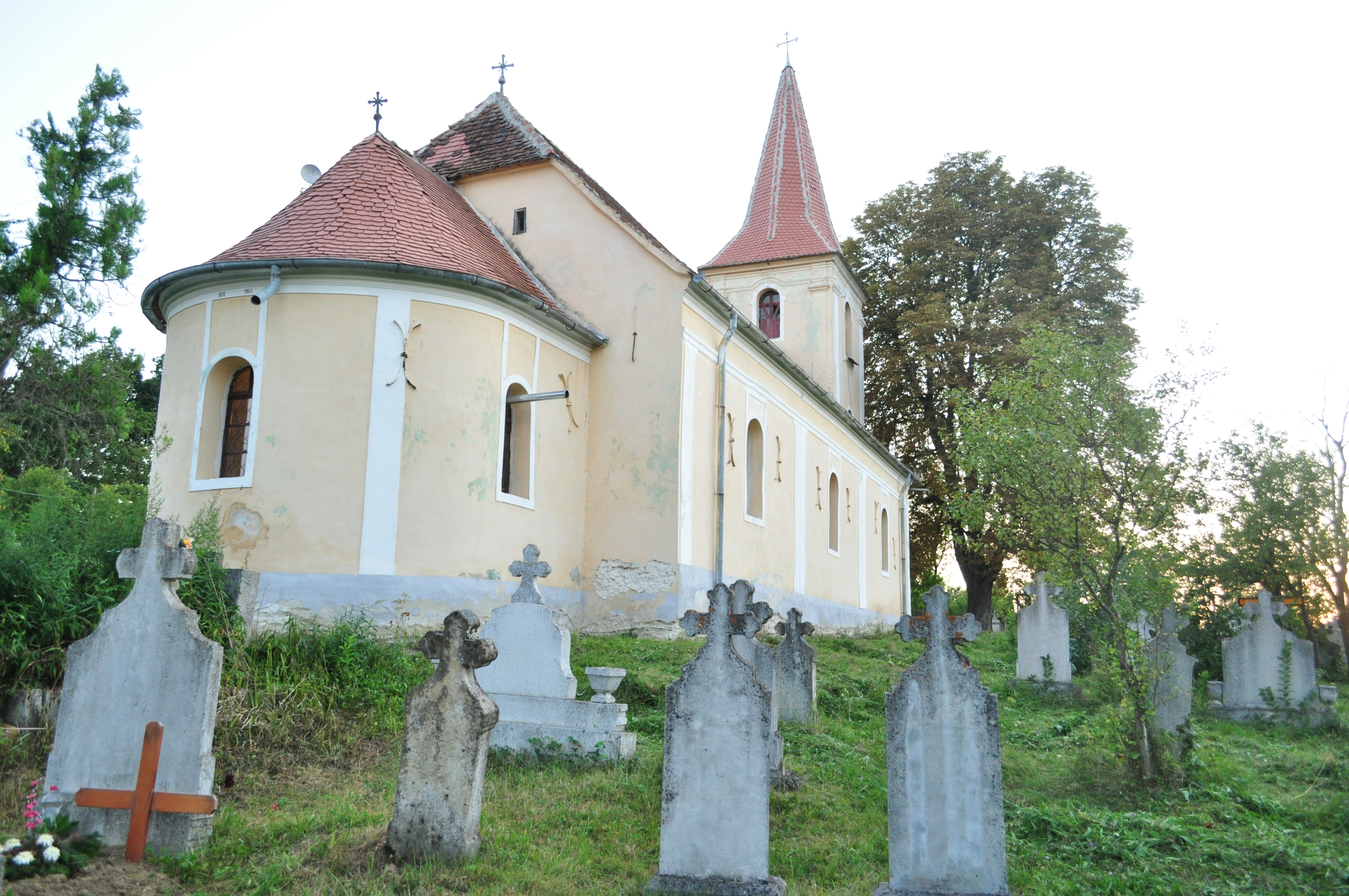
Biserica Sfântul Vasile din Fofeldea (monument istoric)
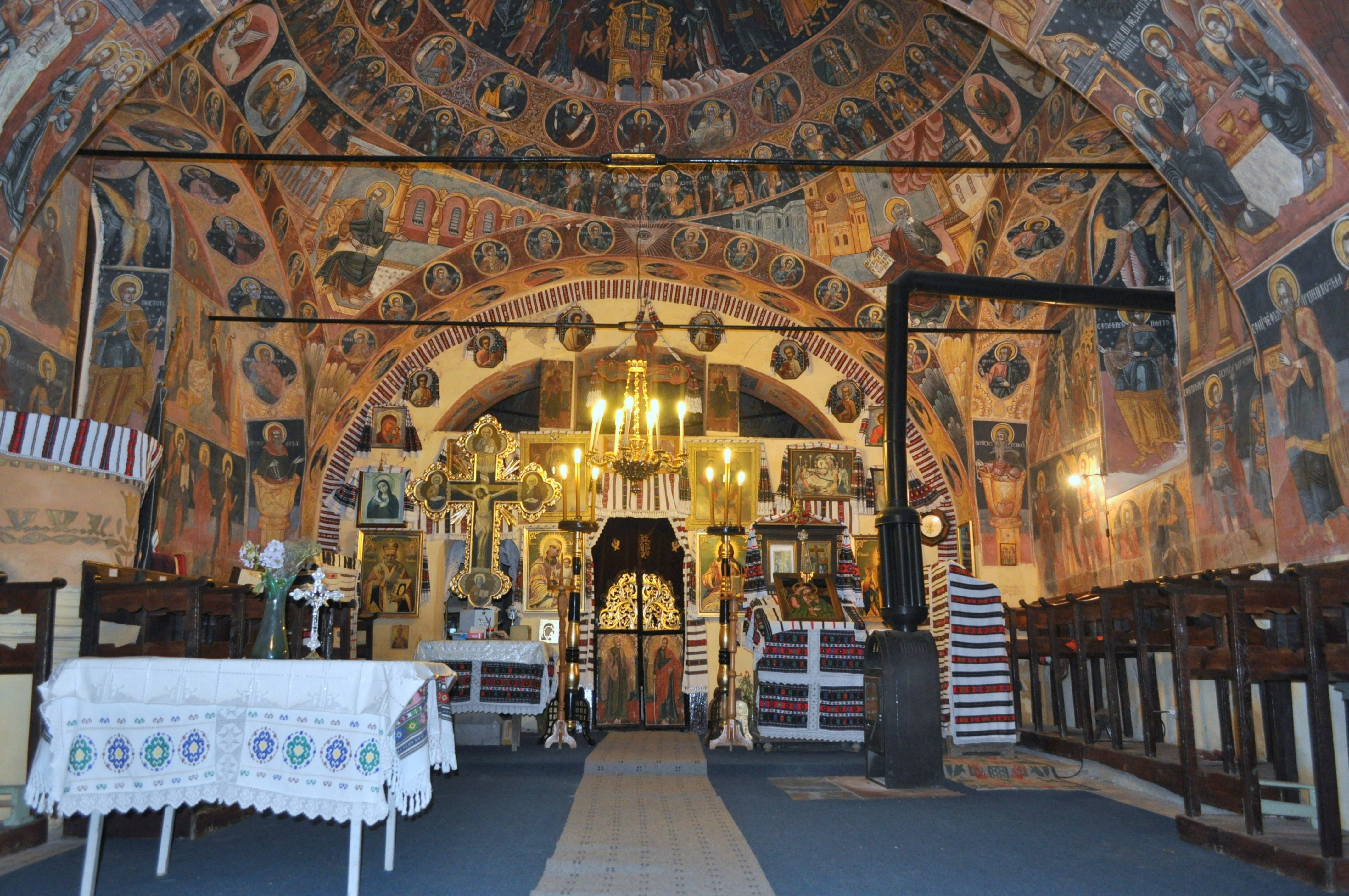
Biserica Sfântul Vasile din Fofeldea
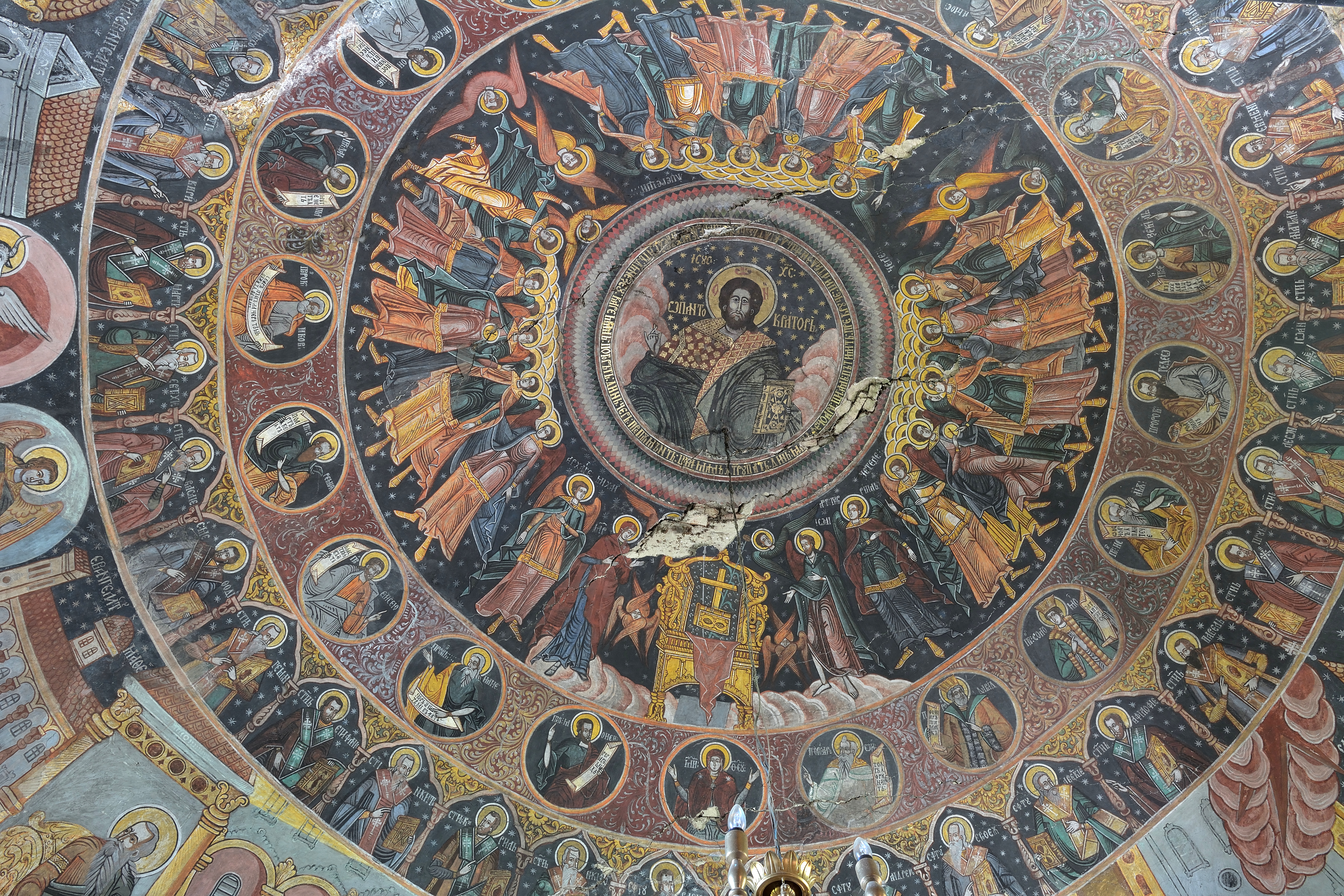
Pantocrator
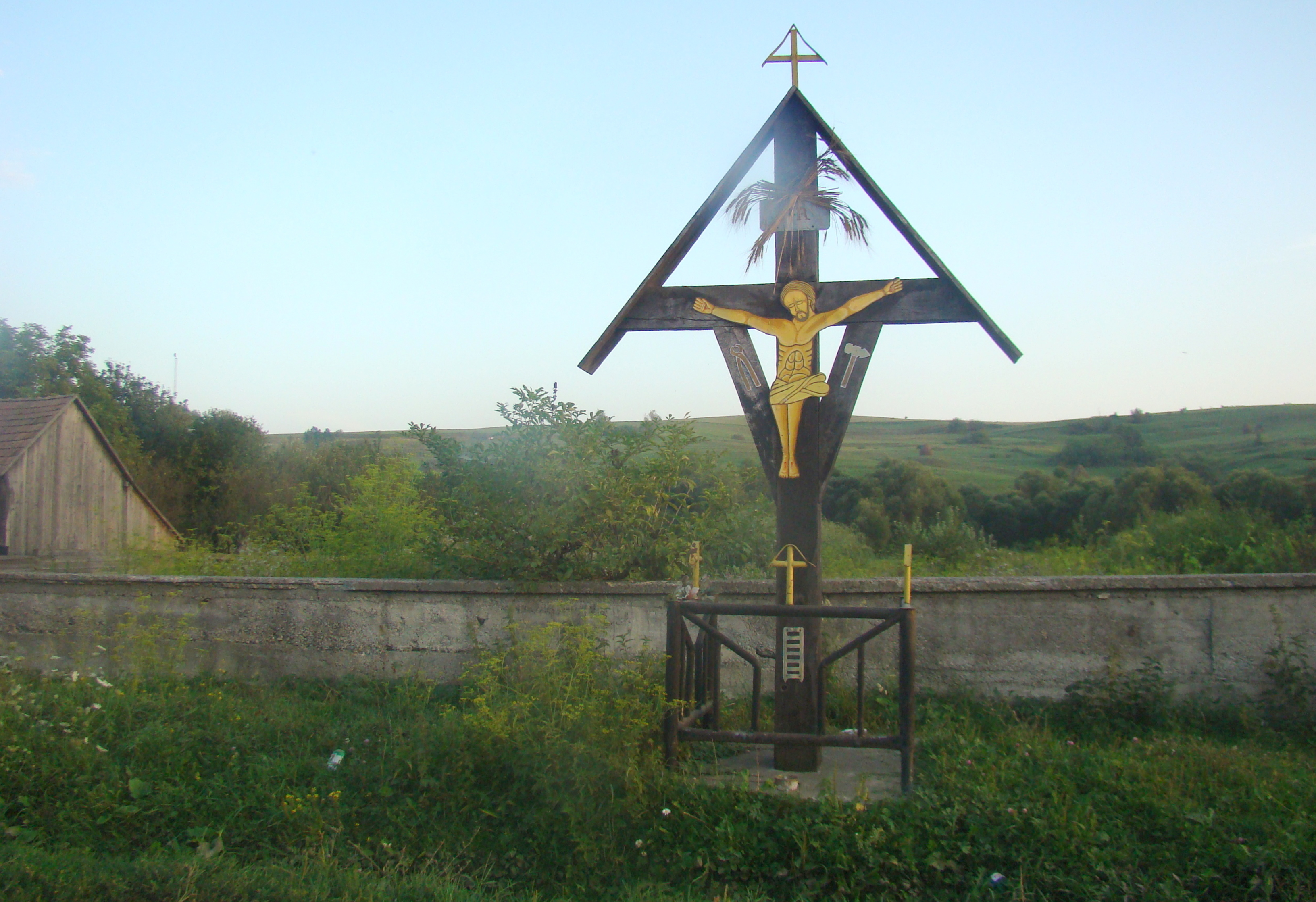
Troița
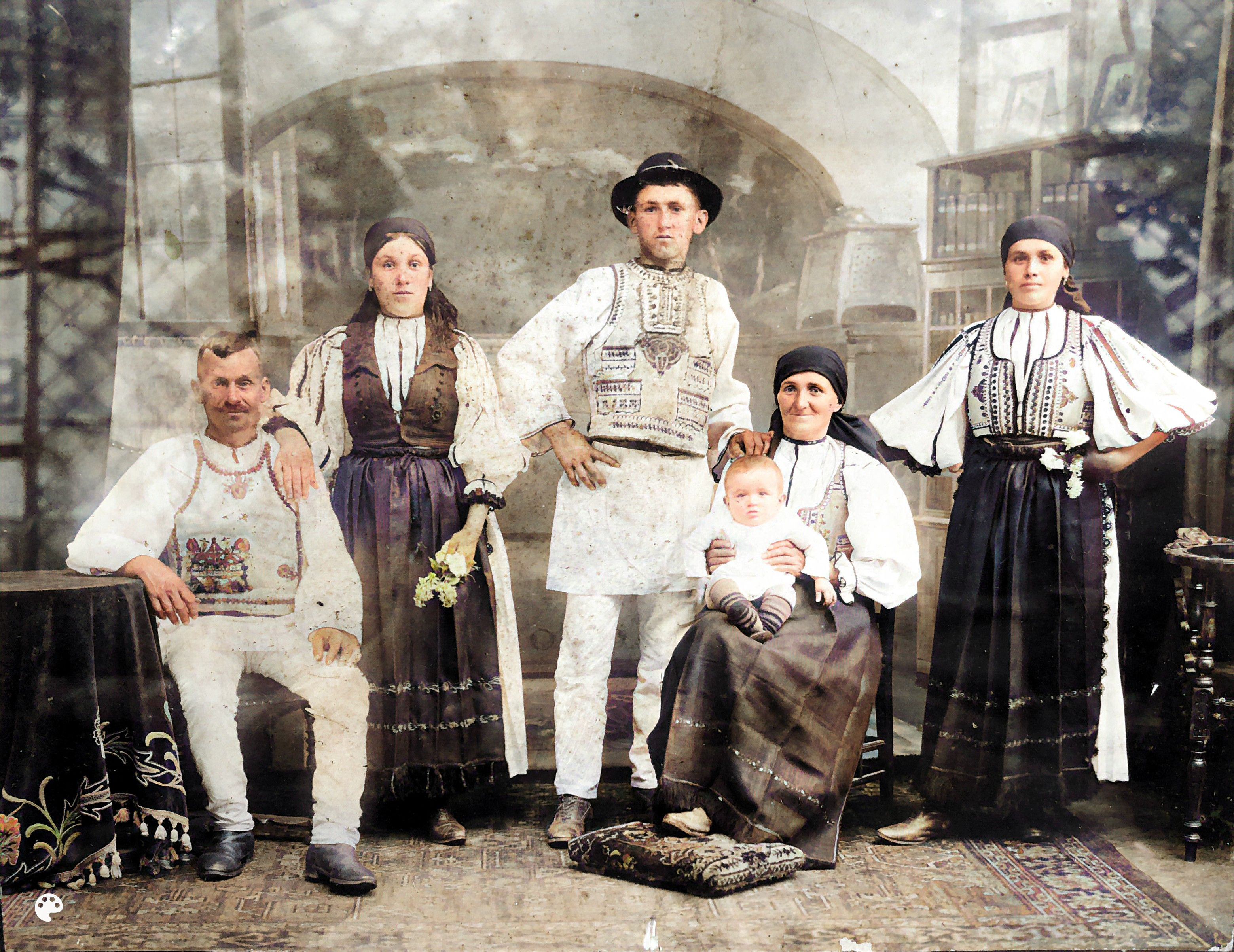
Fotografie de epocă: familia lui Ion Stoica
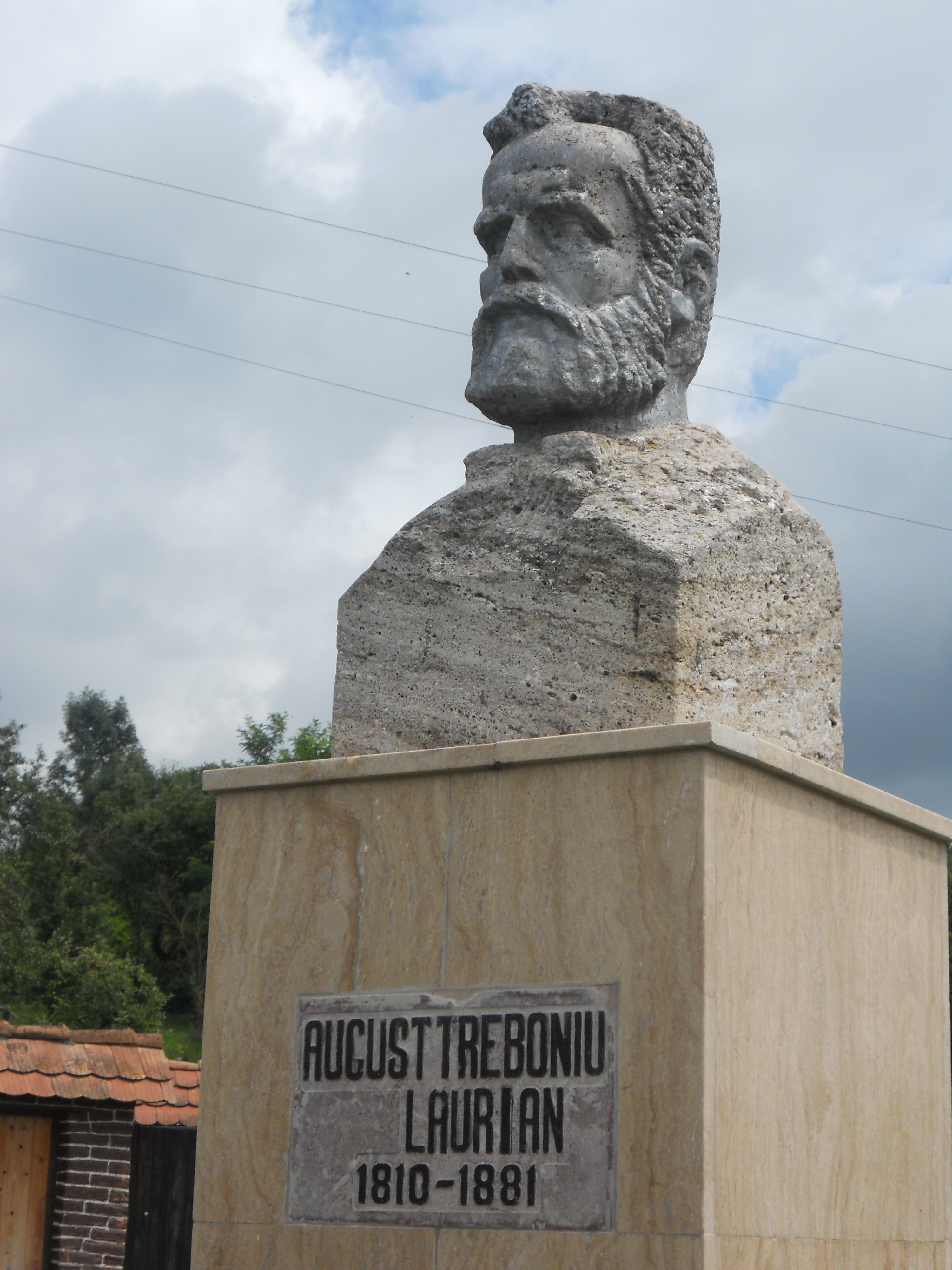
Bustul lui August Treboniu Laurian de Nicolaie Pascu Goia (monument istoric)
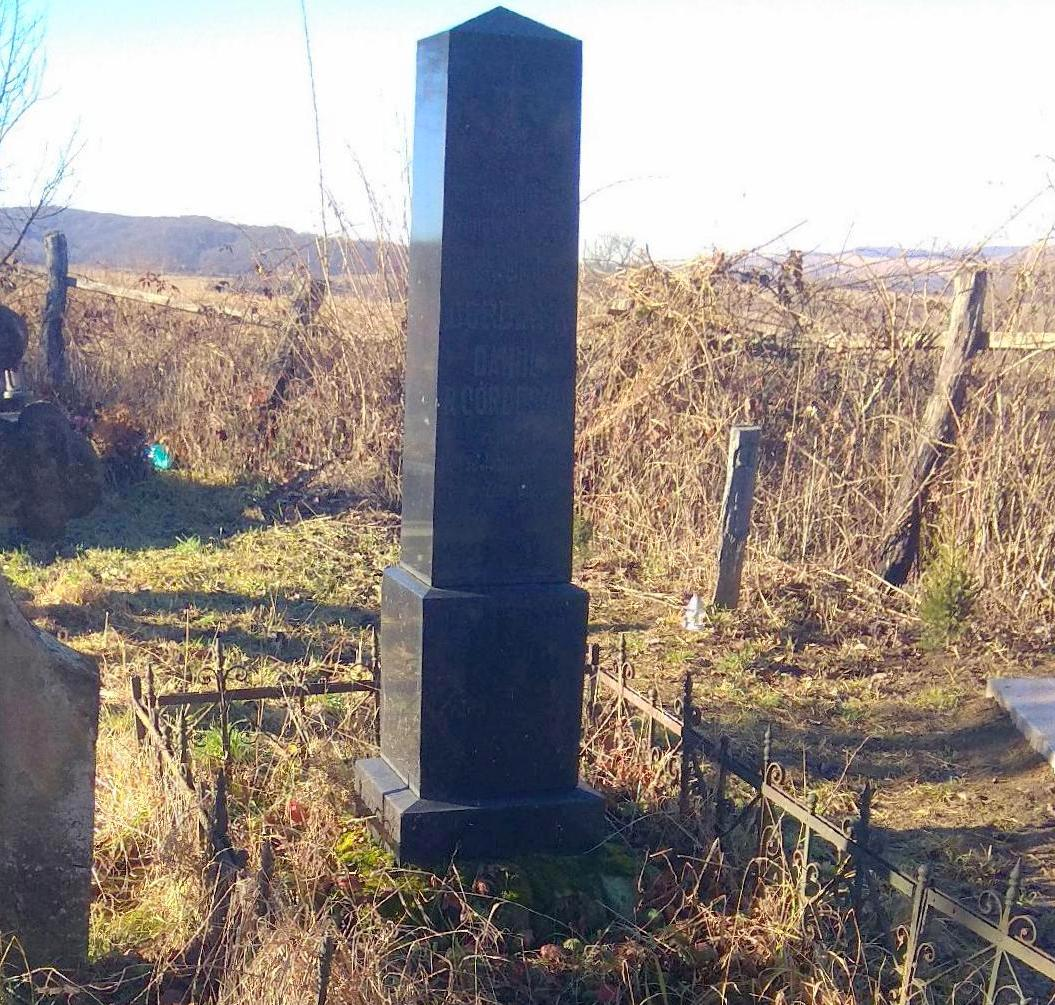
Monumentul funerar al lui Daniel R. Cordescu (monument istoric)
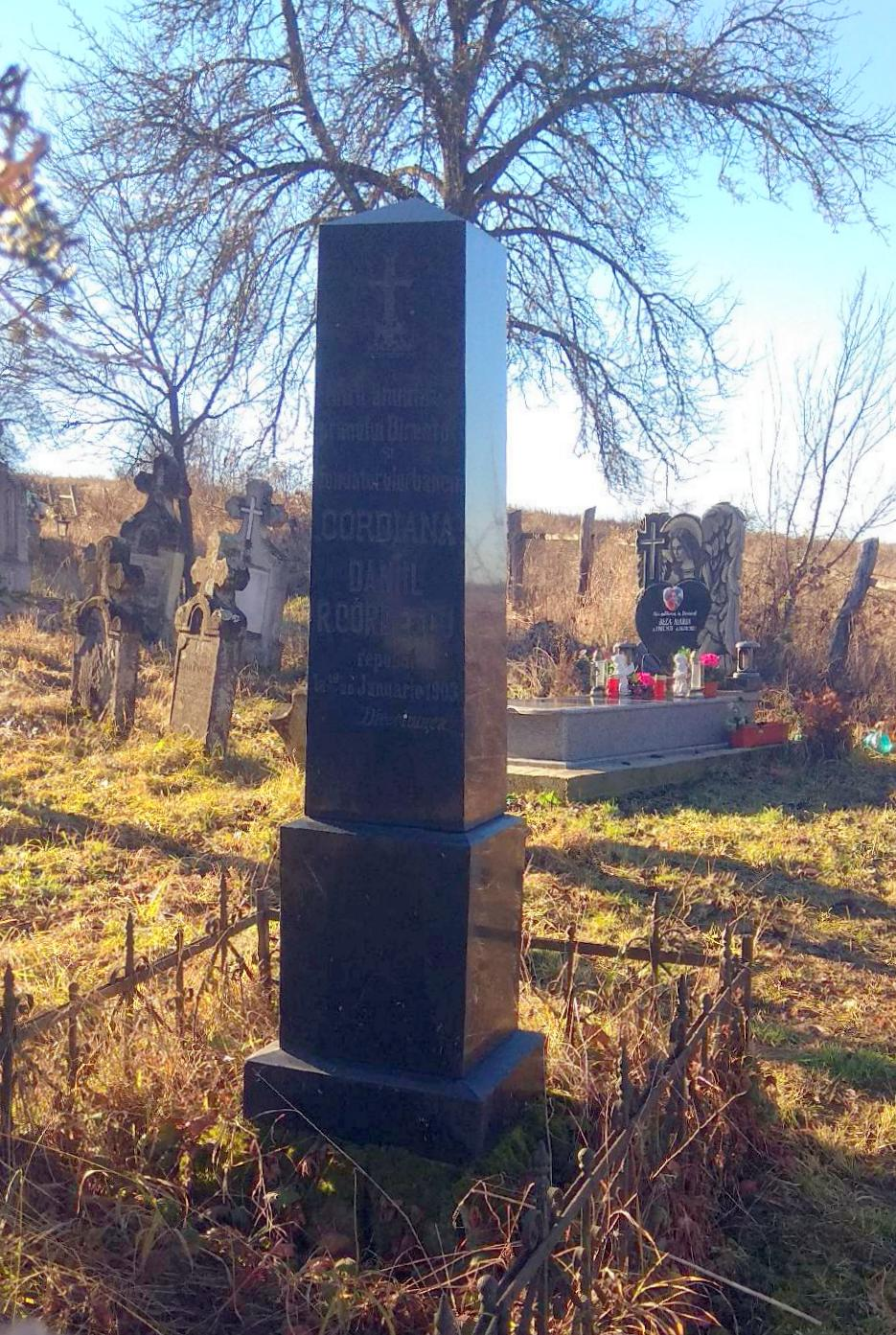
Monumentul funerar al lui Daniel R. Cordescu (monument istoric)
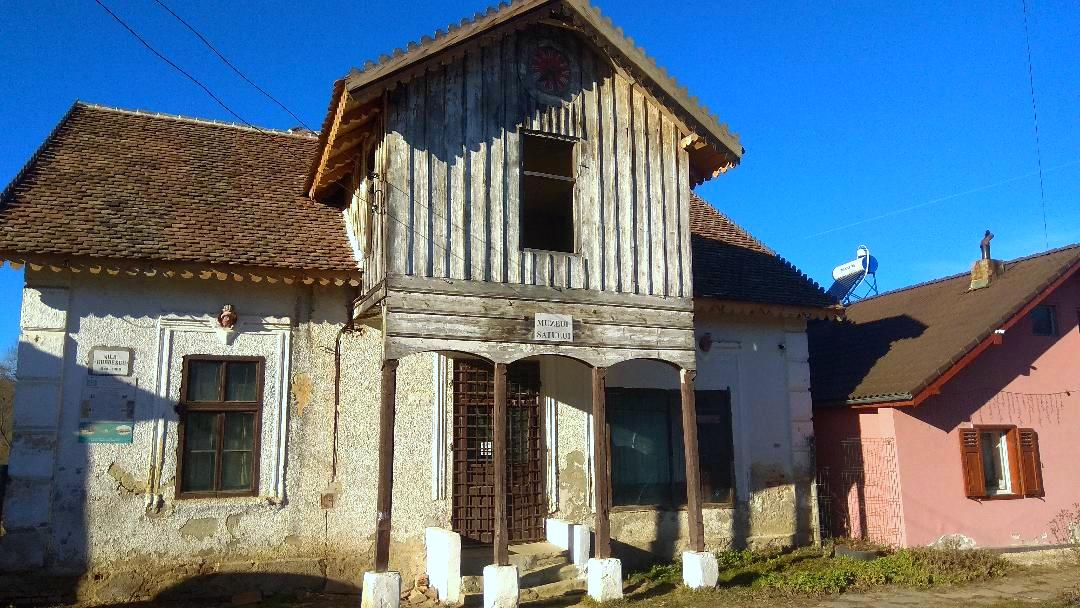
Banca țărănească Cordiana, acum Muzeul Satului (monument istoric)
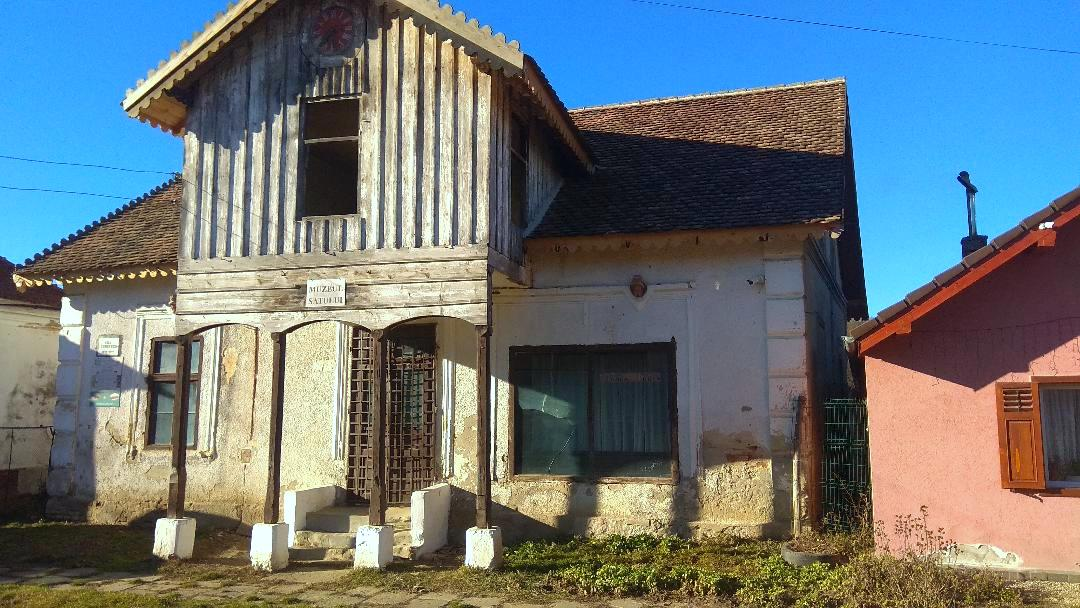
Banca țărănească Cordiana, acum Muzeul Satului (monument istoric)